# インプラント矯正
インプラント矯正は、歯列矯正法のひとつで、デンタルインプラントを顎の骨に埋め込み固定する方法である。インプラント以前の矯正治療法では困難であった歯の動きを可能とし、治療期間の短縮や顎を切る等の外科的治療が必要とされたケースに使用される。
主にデコボコが大きくある症例やガミーフェイス（笑った時に歯茎の大半が見える状態）などの症例に多く使用される。
治療期間が一般的歯列矯正より短く、一般的に外科手術が適応の症例においても手術なしで行うなど、抜かない治療の幅が広がるメリットがあるが、口腔内に歯列矯正用インプラント材料を埋入する必要がある。
インプラント矯正の歯科材料はK-1、SMAPに代表され、どちらもデンツプライ三金が医療機器の製造販売承認を取得し市場に供給している。